# 吴皇后 (明宪宗)
吴廢后（15世纪—1509年），直隶顺天府大兴县人，明宪宗嫡皇后，後因萬貴妃而被廢。

## 生平
明宪宗为太子的时候，明英宗为其选择合适的配偶，于是选出十二名美女，最后留王氏、吴氏、和柏氏三人于后宫。此时，万氏已获太子专宠。
天顺八年（1464年），明宪宗登基，钱太后经过仔细观察，觉得吴氏更好一些。于是同年七月二十日，册立吴氏为皇后。吴氏虽然当了皇后，却依然不受宠爱，与宠冠后宫的万氏不合（萬氏當時並無嬪御身分），后命杖万氏以作惩罚。于是触怒宪宗。太监牛玉获罪下狱，又供出自己收受吴父贿赂而假称先皇遗命，才使得吴氏取代当初明英宗中意的太子妃人选王氏并成为皇后。于是宪宗废吴氏，别居它宫。
明孝宗出生后，廢后吳氏貶居西內，與紀氏謫居的安樂堂相近，頗知消息，往來就哺，才得保全孝宗生命。吴氏曾用心抚养过一段日子。孝宗即位，念及吴氏的恩情，命服膳皆如母礼，同时给吴氏侄儿锦衣百户的官。
正德四年（1509年），吴氏逝世。刘瑾欲按照明朝普通宮女病死的葬儀火化。大学士王鏊力持不可。遂以妃礼下葬。《太常續考》称吴废后墓在金山，具体所在失传。

## 影視形象
| 影視作品                         | 角色                     | 演員   |
| 《後宮》                         | 吴淑女--吴皇后--废后吴氏 | 黄子文 |
| 《刀下留人》（电视广播有限公司） | 吴皇后                   | 沈卓盈 |